# Éliminatoires de la Coupe d'Afrique des nations de football des moins de 20 ans 2021
Navigation
2019 2023
Les éliminatoires de la Coupe d'Afrique des nations des moins de 20 ans 2021 ont pour but de désigner les douze nations qui accompagneront lors du tournoi final. Ils se déroulent du 20 novembre au 7 décembre 2020.
Le format de qualification a changé, dorénavant chaque vainqueur et finaliste de chaque zone d’Afrique seront qualifiés. Les équipes qualifiées à l'issue de ces éliminatoires sont.

## Équipes
| Zone                    | Équipe           | Équipe de la zone participante | Équipe non participante             |
| ----------------------- | ---------------- | --- | ----------------------------------- |
| Zone Nord (UNAF)        | 2 équipe         | - Algérie - Égypte - Libye - Maroc (Q) - Tunisie (Q) (H)                                                                            |                                     |
| Zone Ouest A (UFOA A)   | 1 équipe + hôtes | - Gambie (Q) - Guinée - Guinée-Bissau - Mali - Mauritanie (Q) (H) - Sénégal (H) - Sierra Leone                                      | - Cap-Vert - Liberia                |
| Zone Ouest B (UFOA B)   | 2 équipe         | - Bénin (H) - Burkina Faso (Q) - Ghana (Q) - Côte d'Ivoire - Niger - Nigeria - Togo                                                 |                                     |
| Zone Centrale (UNIFFAC) | 2 équipe         | - Cameroun (Q) - République centrafricaine (Q) - Tchad - Congo - RD Congo - Guinée équatoriale (H)                                  | - Gabon - Sao Tomé-et-Principe      |
| Zone De L’Est (CECAFA)  | 2 équipe         | - Burundi - Djibouti - Érythrée - Éthiopie - Kenya - Rwanda - Somalie - Soudan du Sud - Soudan - Tanzanie (Q) - Ouganda (Q) (H)     |                                     |
| Zone Australe (COSAFA)  | 2 équipe         | - Angola - Botswana - Comores - Eswatini - Lesotho - Malawi - Mozambique (Q) - Namibie (Q) - Afrique du Sud (H) - Zambie - Zimbabwe | - Madagascar - Maurice - Seychelles |

Notes
- (H): Pays hôte qualifié
- (Q): Équipe qualifié pour le tournoi des phases final

## Zone UNAF
La Tunisie a accueilli le Tournoi UNAF U-20 2020, qui va également servir de qualification pour la Coupe d'Afrique des Nations U-20, du 15 au 27 décembre 2020. Les matchs seront disputés à Radès au (Stade olympique de Radès) de Tunis est au (Stade olympique d'El Menzah).
Le tirage au sort des rencontres a eu lieu le 30 novembre 2020. Les cinq équipes ont été placées dans un seul groupe, les vainqueurs et le finaliste se qualifiant pour le tournoi final.
Toutes les heures sont locales, CET (UTC+1).
| Rang | Équipe  | Pts | J | G | N | P | Bp | Bc | Diff |
| ---- | ------- | --- | - | - | - | - | -- | -- | ---- |
| 1    | Maroc   | 5   | 3 | 1 | 2 | 0 | 2  | 1  | +1   |
| 2    | Tunisie | 5   | 3 | 1 | 2 | 0 | 2  | 1  | +1   |
| 3    | Libye   | 4   | 3 | 1 | 1 | 1 | 2  | 2  | 0    |
| 4    | Algérie | 1   | 3 | 0 | 1 | 2 | 1  | 3  | -2   |
| 5    | Égypte  | 0   | 0 | 0 | 0 | 0 | 0  | 0  | 0    |

| 15 décembre 2020 | Tunisie       | 1–1   | Algérie      | Stade olympique, Radès        |                               |
| 14h00 (UTC+1)    | Ben Lamin 33e | (1-1) | 12e Belloumi | Arbitrage : Ahmed El-Ghandour | Arbitrage : Ahmed El-Ghandour |

| 15 décembre 2020 | Libye | Annulé (2–0 (attribué)) | Égypte | Stade olympique d'El Menzah, Tunis    |                                       |
| 14:00 (UTC+1)    |       |                         |        | Arbitrage : Lotfi Bekouassa (Algérie) | Arbitrage : Lotfi Bekouassa (Algérie) |

| 18 décembre 2020 | Égypte | Annulé (0–2 (attribué)) | Tunisie | Stade olympique de Radès, Radès |
| 14:00 (UTC+1)    |        |                         |         |                                 |

| 18 décembre 2020 | Algérie | 0–1 | Maroc        | Stade olympique d'El Menzah, Tunis |                                    |
| 14:00 (UTC+1)    |         |     | Maouhoub 76e | Arbitrage : Mehrez Melki (Tunisie) | Arbitrage : Mehrez Melki (Tunisie) |

| 21 décembre 2020 | Maroc | 0–0 | Tunisie | Stade olympique de Radès, Radès               |                                               |
| 14:00 (UTC+1)    |       |     |         | Arbitrage : Mutaz Ibrahim Al-Shalmani (Libye) | Arbitrage : Mutaz Ibrahim Al-Shalmani (Libye) |

| 21 décembre 2020 | Libye          | 1–0 | Algérie | Stade olympique d'El Menzah, Tunis |                                 |
| 14:00 (UTC+1)    | Bara 17e (csc) |     |         | Arbitrage : Jalal Jayed (Maroc)    | Arbitrage : Jalal Jayed (Maroc) |

| 24 décembre 2020 | Algérie | Annulé | Égypte | Stade olympique d'El Menzah, Tunis |
| 14:00 (UTC+1)    |         |        |        |                                    |

| 24 décembre 2020 | Maroc                  | 1–1 | Libye        | Stade olympique de Radès, Radès        |                                        |
| 14:00 (UTC+1)    | Targhalline 32e (pen.) |     | El Khali 48e | Arbitrage : Ahmed El-Ghandour (Égypte) | Arbitrage : Ahmed El-Ghandour (Égypte) |

| 27 décembre 2020 | Tunisie    | 1–0 | Libye | Stade olympique de Radès, Radès       |                                       |
| 14:00 (UTC+1)    | Labidi 85e |     |       | Arbitrage : Lotfi Bekouassa (Algérie) | Arbitrage : Lotfi Bekouassa (Algérie) |

| 27 décembre 2020 | Égypte | Annulé | Maroc | Stade olympique d'El Menzah, Tunis |
| 14:00 (UTC+1)    |        |        |       |                                    |

## Zone UFOA A
Le Sénégal pays hôtes du Championnat U-20 UFOA Zone A les matchs seront disputés du 20 au 29 novembre 2020. À Thiès (au Stade Lat-Dior) et à Pikine (au Stade Al Djigo).
Toutes les heures sont locales, GMT (UTC±0).

### Phases de Groupe
Le tirage au sort de la phase de groupes a eu lieu le 6 novembre 2020,. Les sept équipes ont été réparties en deux groupes un de trois puis l’autre de quatre équipes. Les vainqueurs et les finalistes de chaque groupe se qualifieront pour les demi-finales.

#### Groupe A
| Rang | Équipe       | Pts | J | G | N | P | Bp | Bc | Diff |
| ---- | ------------ | --- | - | - | - | - | -- | -- | ---- |
| 1    | Sénégal      | 4   | 2 | 1 | 1 | 0 | 6  | 2  | +4   |
| 2    | Gambie       | 3   | 2 | 1 | 0 | 1 | 3  | 6  | -3   |
| 3    | Sierra Leone | 1   | 2 | 0 | 1 | 1 | 2  | 3  | -1   |

| 20 novembre 2020 | Sénégal    | 1–1 | Sierra Leone | Stade Lat-Dior, Thiès              |                                    |
| 17:00 (UTC+1)    | Diallo 68e |     | Musa 55e     | Arbitrage : Ousmane Diakaté (Mali) | Arbitrage : Ousmane Diakaté (Mali) |

| 22 novembre 2020 | Gambie            | 1–5 | Sénégal                                                         | Stade Lat-Dior, Thiès                       |                                             |
| 17:00 (UTC+1)    | Bojang 45e (pen.) |     | Diallo 5e · Lopy 45+2e (pen.) 48e · Bâ 52e (pen.) · Mandefu 89e | Arbitrage : Bonifacio Silva (Guinée-Bissau) | Arbitrage : Bonifacio Silva (Guinée-Bissau) |

| 24 novembre 2020 | Sierra Leone  | 1–2 | Gambie                  | Stade Lat-Dior, Thiès                |                                      |
| 17:00 (UTC+1)    | A. Conteh 89e |     | Kanteh 51e · Bojang 86e | Arbitrage : Younousa Camara (Guinée) | Arbitrage : Younousa Camara (Guinée) |

#### Groupe B
| Rang | Équipe        | Pts | J | G | N | P | Bp | Bc | Diff |
| ---- | ------------- | --- | - | - | - | - | -- | -- | ---- |
| 1    | Guinée        | 9   | 3 | 2 | 0 | 0 | 6  | 1  | +5   |
| 2    | Guinée-Bissau | 6   | 3 | 2 | 0 | 1 | 3  | 2  | +1   |
| 3    | Mali          | 3   | 3 | 1 | 0 | 2 | 2  | 5  | -3   |
| 4    | Mauritanie    | 3   | 0 | 0 | 0 | 3 | 0  | 3  | -3   |

| 21 novembre 2020 | Mali | 0–2 (tapis vert) | Guinée-Bissau | Stade Lat-Dior, Thiès                   |                                         |
| 19:00 (UTC+1)    |      |                  |               | Arbitrage : Elhadji Amadou Sy (Sénégal) | Arbitrage : Elhadji Amadou Sy (Sénégal) |

| 21 novembre 2020 | Guinée | 1–0 | Mauritanie | Stade Lat-Dior, Thiès               |                                     |
| 19:00 (UTC+1)    | Bah 8e |     |            | Arbitrage : Hassan Corneh (Liberia) | Arbitrage : Hassan Corneh (Liberia) |

| 23 novembre 2020 | Guinée                                | 3–1 | Mali      | Stade Lat-Dior, Thiès             |                                   |
| 16:00 (UTC+1)    | A. Soumah 55e (pen.) · Bérété 73e 76e |     | Diaby 87e | Arbitrage : Lamin Jammeh (Gambie) | Arbitrage : Lamin Jammeh (Gambie) |

| 23 novembre 2020 | Mauritanie | 0–1 | Guinée-Bissau | Stade Lat-Dior, Thiès                |                                      |
| 19:00 (UTC+1)    |            |     | Sanha 31e     | Arbitrage : Adalbert Diouf (Sénégal) | Arbitrage : Adalbert Diouf (Sénégal) |

| 25 novembre 2020 | Mali     | 1–0 | Mauritanie | Stade Lat-Dior, Thiès                     |                                           |
| 16:00 (UTC+1)    | Keïta 9e |     |            | Arbitrage : António Rodrigues (Cape-vert) | Arbitrage : António Rodrigues (Cape-vert) |

| 27 novembre 2020 | Guinée                        | 2–0 | Guinée-Bissau | Stade Al Djigo, Pikine               |                                      |
| 19:00 (UTC+1)    | M. Somah 14e (pen.) · Bah 31e |     |               | Arbitrage : Adalbert Diouf (Sénégal) | Arbitrage : Adalbert Diouf (Sénégal) |

### Tableau final
|  | Demi-finales            | Demi-finales            | Demi-finales            | Demi-finales            |        |        | Finale                         | Finale                         | Finale                         | Finale                         |
|  |                         |                         |                         |                         |        |        |                                |                                |                                |                                |
|  | 27 novembre 2020, Thiès | 27 novembre 2020, Thiès | 27 novembre 2020, Thiès | 27 novembre 2020, Thiès |        |        | 29 novembre 2020, Thiès, Dakar | 29 novembre 2020, Thiès, Dakar | 29 novembre 2020, Thiès, Dakar | 29 novembre 2020, Thiès, Dakar |
|  | Guinée                  | Guinée                  | 1                       | 1                       |        |        | 29 novembre 2020, Thiès, Dakar | 29 novembre 2020, Thiès, Dakar | 29 novembre 2020, Thiès, Dakar | 29 novembre 2020, Thiès, Dakar |
|  | Guinée                  | Guinée                  | 1                       | 1                       |        |        | 29 novembre 2020, Thiès, Dakar | 29 novembre 2020, Thiès, Dakar | 29 novembre 2020, Thiès, Dakar | 29 novembre 2020, Thiès, Dakar |
|  | Gambie                  | Gambie                  | 2                       | 2                       |        |        | 29 novembre 2020, Thiès, Dakar | 29 novembre 2020, Thiès, Dakar | 29 novembre 2020, Thiès, Dakar | 29 novembre 2020, Thiès, Dakar |
|  | Gambie                  | Gambie                  | 2                       | 2                       | Gambie | Gambie | 2 (5)                          | 2 (5)                          |                                |                                |
|  | 27 novembre 2020, Thiès |                         |                         |                         | Gambie | Gambie | 2 (5)                          | 2 (5)                          |                                |                                |
|  |                         |                         | Sénégal                 | Sénégal                 | 2 (4)  | 2 (4)  |                                |                                |                                |                                |
|  | Sénégal                 | Sénégal                 | Sénégal                 | Sénégal                 | 2 (4)  | 2 (4)  | 0 (5)                          | 0 (5)                          |                                |                                |
|  | Sénégal                 | Sénégal                 |                         |                         |        |        |                                | 0 (5)                          |                                |                                |
|  | Guinée-Bissau           | Guinée-Bissau           | 0 (4)                   | 0 (4)                   |        |        |                                |                                |                                |                                |
|  | Guinée-Bissau           | Guinée-Bissau           | 0 (4)                   | 0 (4)                   |        |        |                                |                                |                                |                                |

#### Demi-finales
| 27 novembre 2020 | Guinée  | 1–2 | Gambie                       | Stade Lat-Dior, Thiès                     |                                           |
| 16:00 (UTC+1)    | Bah 49e |     | Camara 30e (csc) Drammeh 64e | Arbitrage : António Rodrigues (Cape-Vert) | Arbitrage : António Rodrigues (Cape-Vert) |

| 27 novembre 2020 | Sénégal                                  | 0–0             | Guinée-Bissau                                   | Stade Lat-Dior, Thiès               |                                     |
| 19:30 (UTC+1)    |                                          |                 |                                                 | Arbitrage : Hassan Corneh (Liberia) | Arbitrage : Hassan Corneh (Liberia) |
| 19:30 (UTC+1)    | Lopy · M. L. Camara · Bâ · Seydi · Gueye | Tirs au but 5-4 | Iala · Cassamá · Fernandes · Correia · Monteiro | Arbitrage : Hassan Corneh (Liberia) | Arbitrage : Hassan Corneh (Liberia) |

#### Finale
| 29 novembre 2020 | Gambie                                            | 2–2             | Sénégal                                                   | Stade Lat-Dior, Thiès                           |                                                 |
| 17:00 (UTC+1)    | Mendy 4e · Drammeh 57e                            |                 | Lopy 43e · Gueye 67e                                      | Arbitrage : Mohamed Abdelaziz Bouh (Mauritanie) | Arbitrage : Mohamed Abdelaziz Bouh (Mauritanie) |
| 17:00 (UTC+1)    | Bojang · Marr · Ceesay · Gomez · Drammeh · Kanteh | Tirs au but 4-3 | Lopy · M. L. Camara · Diao · Seydi · Gueye Ibrahima Dramé | Arbitrage : Mohamed Abdelaziz Bouh (Mauritanie) | Arbitrage : Mohamed Abdelaziz Bouh (Mauritanie) |

## Zone UFOA B
Les qualificatifs UFOA Zone B pour la Coupe d'Afrique des Nations U-20 devaient initialement être accueillis par le Burkina Faso, mais ont ensuite été transférés au Togo en raison de la pandémie de Covid-19, avec les matchs prévus du 18 novembre au 2 décembre. Le 7 novembre, le Togo a annoncé qu'il ne serait pas en mesure d'accueillir le tournoi en raison d'une recrudescence des cas de COVID-19 dans le pays, l'épidémie étant localisée dans la région de Lomé.

Le 17 novembre, il a été annoncé que les éliminatoires régionaux se joueraient désormais au Bénin entre le 5 et le 19 décembre. Le tirage au sort a également été annoncé le même jour. Les matches se sont disputés au Porto-Novo (Stade Charles de Gaulle) et Cotonou ( Stade René Pleven),.
Toutes les heures sont locales, GMT (UTC+01:00).

### Groupe A
| Rang | Équipe       | Pts | J | G | N | P | Bp | Bc | Diff |
| ---- | ------------ | --- | - | - | - | - | -- | -- | ---- |
| 1    | Niger        | 5   | 3 | 2 | 1 | 0 | 2  | 1  | +1   |
| 2    | Burkina Faso | 5   | 3 | 2 | 0 | 1 | 2  | 1  | +1   |
| 3    | Bénin        | 3   | 3 | 1 | 0 | 2 | 2  | 0  | +2   |
| 4    | Togo         | 2   | 3 | 0 | 2 | 1 | 2  | 4  | -2   |

| 5 décembre 2020 | Bénin | 0–1 | Niger       | Stade Charles de Gaulle, Porto-Novo               |                                                   |
| 16:00 (UTC+1)   |       |     | Litnine 40e | Arbitrage : Clement Franklin Kpan (Côte d’Ivoire) | Arbitrage : Clement Franklin Kpan (Côte d’Ivoire) |

| 5 décembre 2020 | Togo               | 1–1 | Burkina Faso | Stade Charles de Gaulle, Porto-Novo      |                                          |
| 19:00 (UTC+1)   | Dermane 38e (pen.) |     | Botué 64e    | Arbitrage : Abubakar Nuruddeen (Nigeria) | Arbitrage : Abubakar Nuruddeen (Nigeria) |

| 8 décembre 2020 | Bénin         | 2–0 | Togo | Stade Charles de Gaulle, Porto-Novo |                                    |
| 16:00 (UTC+1)   | Gomez 15e 30e |     |      | Arbitrage : Benjamin Sefah (Ghana)  | Arbitrage : Benjamin Sefah (Ghana) |

| 8 décembre 2020 | Niger | 0–0 | Burkina Faso | Stade Charles de Gaulle, Porto-Novo               |                                                   |
| 19:00 (UTC+1)   |       |     |              | Arbitrage : Clement Franklin Kpan (Côte d’Ivoire) | Arbitrage : Clement Franklin Kpan (Côte d’Ivoire) |

| 11 décembre 2020 | Burkina Faso  | 1–0 | Bénin | Stade Charles de Gaulle, Porto-Novo |                                    |
| 16:00 (UTC+1)    | Ouédraogo 54e |     |       | Arbitrage : Benjamin Sefah (Ghana)  | Arbitrage : Benjamin Sefah (Ghana) |

| 11 décembre 2020 | Niger         | 1–1 | Togo        | Stade René Pleven, Cotonou               |                                          |
| 16:00 (UTC+1)    | Moustapha 14e |     | Dermane 59e | Arbitrage : Abubakar Nuruddeen (Nigeria) | Arbitrage : Abubakar Nuruddeen (Nigeria) |

### Groupe B
| Rang | Équipe        | Pts | J | G | N | P | Bp | Bc | Diff |
| ---- | ------------- | --- | - | - | - | - | -- | -- | ---- |
| 1    | Côte d’Ivoire | 4   | 2 | 1 | 1 | 0 | 6  | 2  | +4   |
| 2    | Ghana         | 3   | 2 | 1 | 0 | 1 | 3  | 6  | -3   |
| 3    | Nigeria       | 1   | 2 | 0 | 1 | 1 | 2  | 3  | -1   |

| 16 décembre 2020 | Nigeria    | 1–1 | Côte d'Ivoire | Stade Charles de Gaulle, Porto-Novo                                                 |                                                                                     |
| 16:00 (UTC+1)    | Nwaeze 60e |     | Bi Broh 90+1e | Arbitrage : Gnama Aklesso (Togo), (remplacées par) Stanislas Ahomlanto (Benin)(46') | Arbitrage : Gnama Aklesso (Togo), (remplacées par) Stanislas Ahomlanto (Benin)(46') |

| 9 décembre 2020 | Ghana    | 1–0 | Nigeria | Stade Charles de Gaulle, Porto-Novo       |                                           |
| 16:00 (UTC+1)   | Boah 83e |     |         | Arbitrage : Vincent Kaboré (Burkina Faso) | Arbitrage : Vincent Kaboré (Burkina Faso) |

| 12 novembre 2020 | Côte d'Ivoire | 1–0 | Ghana | Stade Charles de Gaulle, Porto-Novo     |                                         |
| 16:00 (UTC+1)    | N'Guessan 63e |     |       | Arbitrage : Moussa Ahmadou Alou (Niger) | Arbitrage : Moussa Ahmadou Alou (Niger) |

### Tableau final
|  | Demi-finales                      | Demi-finales                      | Demi-finales                      | Demi-finales                      |                               |       | Finale                                   | Finale                                   | Finale                                   | Finale                                   |
|  |                                   |                                   |                                   |                                   |                               |       |                                          |                                          |                                          |                                          |
|  | 15 décembre 2020, Stade de Gaulle | 15 décembre 2020, Stade de Gaulle | 15 décembre 2020, Stade de Gaulle | 15 décembre 2020, Stade de Gaulle |                               |       | 19 décembre 2020, Stade de Gaulle, Dakar | 19 décembre 2020, Stade de Gaulle, Dakar | 19 décembre 2020, Stade de Gaulle, Dakar | 19 décembre 2020, Stade de Gaulle, Dakar |
|  | Niger                             | Niger                             | 0 (3)                             | 0 (3)                             |                               |       | 19 décembre 2020, Stade de Gaulle, Dakar | 19 décembre 2020, Stade de Gaulle, Dakar | 19 décembre 2020, Stade de Gaulle, Dakar | 19 décembre 2020, Stade de Gaulle, Dakar |
|  | Niger                             | Niger                             | 0 (3)                             | 0 (3)                             |                               |       | 19 décembre 2020, Stade de Gaulle, Dakar | 19 décembre 2020, Stade de Gaulle, Dakar | 19 décembre 2020, Stade de Gaulle, Dakar | 19 décembre 2020, Stade de Gaulle, Dakar |
|  | Ghana                             | Ghana                             | 0 (5)                             | 0 (5)                             |                               |       | 19 décembre 2020, Stade de Gaulle, Dakar | 19 décembre 2020, Stade de Gaulle, Dakar | 19 décembre 2020, Stade de Gaulle, Dakar | 19 décembre 2020, Stade de Gaulle, Dakar |
|  | Ghana                             | Ghana                             | 0 (5)                             | 0 (5)                             | Ghana                         | Ghana | 2                                        | 2                                        |                                          |                                          |
|  | 15 décembre 2020, Stade de Gaulle |                                   |                                   |                                   | Ghana                         | Ghana | 2                                        | 2                                        |                                          |                                          |
|  |                                   |                                   | Burkina Faso                      | Burkina Faso                      | 1                             | 1     |                                          |                                          |                                          |                                          |
|  | Côte d'Ivoire                     | Côte d'Ivoire                     | Burkina Faso                      | Burkina Faso                      | 1                             | 1     | 1                                        | 1                                        |                                          |                                          |
|  | Côte d'Ivoire                     | Côte d'Ivoire                     |                                   |                                   |                               |       |                                          | 1                                        |                                          |                                          |
|  | Burkina Faso                      | Burkina Faso                      | 4                                 | 4                                 |                               |       |                                          |                                          |                                          |                                          |
|  | Burkina Faso                      | Burkina Faso                      | 4                                 | 4                                 | Match pour la troisième place |       |                                          |                                          |                                          |                                          |
|  |                                   |                                   |                                   |                                   |                               |       |                                          |                                          |                                          |                                          |
|  | 18 décembre 2020, Stade de Gaulle |                                   |                                   |                                   |                               |       |                                          |                                          |                                          |                                          |
|  | Niger                             | Niger                             | 0                                 | 0                                 |                               |       |                                          |                                          |                                          |                                          |
|  | Niger                             | Niger                             | 0                                 | 0                                 |                               |       |                                          |                                          |                                          |                                          |
|  | Côte d'Ivoire                     | Côte d'Ivoire                     | 2                                 | 2                                 |                               |       |                                          |                                          |                                          |                                          |
|  | Côte d'Ivoire                     | Côte d'Ivoire                     | 2                                 | 2                                 |                               |       |                                          |                                          |                                          |                                          |

#### Demi-finales
| 15 novembre 2020 | Niger                                    | 0–0             | Ghana                                      | Stade Charles de Gaulle, Porto-Novo     |                                         |
| 15:30 (UTC+1)    |                                          |                 |                                            | Arbitrage : Stanislas Ahomlanto (Benin) | Arbitrage : Stanislas Ahomlanto (Benin) |
| 15:30 (UTC+1)    | Ousmane · Litnine · Moumouni · Moustapha | Tirs au but 3-5 | Essu · Mugeese · Boah · Sulemana · Boateng | Arbitrage : Stanislas Ahomlanto (Benin) | Arbitrage : Stanislas Ahomlanto (Benin) |

| 15 décembre 2020 | Côte d'Ivoire       | 1–4 | Burkina Faso                                                | Stade Charles de Gaulle, Porto-Novo |  |
| 19:00 (UTC+1)    | Ouattara 29e (pen.) |     | Ouattara 10e · Botué 13e · Bancé 73e (pen.) · Ouédraogo 86e |                                     |  |

#### 3eplace
| 18 décembre 2020 | Niger | 0–2 | Côte d'Ivoire                    | Stade Charles de Gaulle, Porto-Novo       |                                           |
| 16:00 (UTC+1)    |       |     | Ouattara 66e · Salifou 70e (csc) | Arbitrage : Vincent Kaboré (Burkina Faso) | Arbitrage : Vincent Kaboré (Burkina Faso) |

#### Finale
| 19 décembre 2020 | Ghana                      | 2–1 | Burkina Faso | Stade Charles de Gaulle, Porto-Novo               |                                                   |
| 16:00 (UTC+1)    | Afriyie 21e · Précious 78e |     | Botué 15e    | Arbitrage : Clement Franklin Kpan (Côte d’Ivoire) | Arbitrage : Clement Franklin Kpan (Côte d’Ivoire) |

## Zone UNIFFAC
La Zone Centre de l’UNIFFAC pour les qualifications pour la Coupe d'Afrique des Nations U-20 se sont déroulés en Guinée équatoriale du 15 au 22 décembre 2020. Les matches se sont déroulés à Malabo (Nuevo Estadio de Malabo),.
Toutes les heures sont locales, GMT (UTC+01:00).

### Groupe A
| Rang | Équipe              | Pts | J | G | N | P | Bp | Bc | Diff |
| ---- | ------------------- | --- | - | - | - | - | -- | -- | ---- |
| 1    | Centrafrique        | 3   | 1 | 1 | 0 | 0 | 2  | 1  | +1   |
| 2    | Guinéen-Équatoriale | 0   | 1 | 0 | 1 | 1 | 2  | 1  | +1   |
| 3    | Tchad               | 0   | 0 | 0 | 0 | 0 | 0  | 0  | 0    |

| 15 décembre 2020 | Guinée équatoriale | Annulé. | Tchad | Nuevo Estadio de Malabo, Malabo |
| 13:30 (UTC+1)    |                    |         |       |                                 |

| 17 décembre 2020 | République centrafricaine | 2–1 | Guinée équatoriale | Nuevo Estadio de Malabo, Malabo    |                                    |
| 16:00 (UTC+1)    | Yawenendji 15e Ngoma 55e  |     | Obiang 82e         | Arbitrage : Kabanga Malala (Congo) | Arbitrage : Kabanga Malala (Congo) |

| 19 décembre 2020 | Tchad | Annulé | République centrafricaine | Nuevo Estadio de Malabo, Malabo |
| 13:00 (UTC+1)    |       |        |                           |                                 |

### Groupe B
| Rang | Équipe              | Pts | J | G | N | P | Bp | Bc | Diff |
| ---- | ------------------- | --- | - | - | - | - | -- | -- | ---- |
| 1    | Cameroun            | 4   | 2 | 1 | 1 | 0 | 4  | 2  | +2   |
| 2    | Congo               | 3   | 2 | 1 | 0 | 1 | 3  | 4  | -1   |
| 3    | République du Congo | 1   | 2 | 0 | 1 | 1 | 2  | 3  | -1   |

| 15 décembre 2020 | Cameroun  | 1–1 | RD Congo   | Nuevo Estadio de Malabo, Malabo           |                                           |
| 16:30 (UTC+1)    | Milla 18e |     | Mtanga 73e | Arbitrage : Alhadj Allaou Mahamat (Tchad) | Arbitrage : Alhadj Allaou Mahamat (Tchad) |

| 17 décembre 2020 | Congo              | 1–3 | Cameroun                           | Nuevo Estadio de Malabo, Malabo                           |                                                           |
| 19:30 (UTC+1)    | Louamba 28e (pen.) |     | Bosco 23e · Onana 58e · Mballa 78e | Arbitrage : Liberato Nve Esimi Avomo (Guinéen Équatorial) | Arbitrage : Liberato Nve Esimi Avomo (Guinéen Équatorial) |

| 19 décembre 2020 | RD Congo         | 1–2 | Congo                       | Nuevo Estadio de Malabo, Malabo  |                                  |
| 16:30 (UTC+1)    | Mwamba 5e (pen.) |     | Okouri 34e (pen.) Nzaou 56e | Arbitrage : Pierre Atcho (Gabon) | Arbitrage : Pierre Atcho (Gabon) |

### Tableau final
|  | Demi-finales              | Demi-finales              | Demi-finales | Demi-finales |   |   | Finale                                            | Finale | Finale | Finale |
|  |                           |                           |              |              |   |   |                                                   |        |        |        |
|  |                           |                           |              |              |   |   | 22 novembre 2020, Nuevo Estadio de Malabo, Malabo |        |        |        |
|  | République centrafricaine |                           |              |              |   |   |                                                   |        |        |        |
|  |                           |                           |              |              |   |   |                                                   |        |        |        |
|  |                           |                           |              |              |   |   |                                                   |        |        |        |
|  | République centrafricaine | République centrafricaine | 0            | 0            |   |   |                                                   |        |        |        |
|  | République centrafricaine | République centrafricaine | 0            | 0            |   |   |                                                   |        |        |        |
|  |                           |                           | Cameroun     | Cameroun     | 3 | 3 |                                                   |        |        |        |
|  | Cameroun                  |                           | Cameroun     | Cameroun     | 3 | 3 |                                                   |        |        |        |
|  |                           |                           |              |              |   |   |                                                   |        |        |        |
|  |                           |                           |              |              |   |   |                                                   |        |        |        |
|  |                           |                           |              |              |   |   |                                                   |        |        |        |

#### Finale
| 22 décembre 2020 | République centrafricaine | 0–3 | Cameroun                                      | Nuevo Estadio de Malabo, Malabo           |                                           |
| 16:00 (UTC+1)    |                           |     | Saidou Ibrahim 33e Junior Sunday Jang 64e 76e | Arbitrage : Mahamat Al-hadj Alaou (Tchad) | Arbitrage : Mahamat Al-hadj Alaou (Tchad) |

## Zone CECAFA
Les CECAFA qualificatifs pour la Coupe d'Afrique des Nations U-20 devaient initialement être accueillis par le Soudan en octobre-novembre 2020, mais ont ensuite été déplacés et organisés en Tanzanie entre le 22 novembre et le 2 décembre 2020. Les matchs ont été joués à  Karatu (Black Rhino Academy) et Arusha (Sheikh Amri  Abeid Memorial Stadium).
Toutes les heures sont locales, L’Est (UTC+3).

### Phases de groupes
Les 11 équipes ont été réparties en 3 groupes, 2 groupes de 4 équipes et 1 groupe de 3 équipes. Les vainqueurs de chaque groupe et les meilleurs finalistes se sont qualifiés pour les demi-finales.

#### Groupe A
| Rang | Équipe    | Pts | J | G | N | P | Bp | Bc | Diff |
| ---- | --------- | --- | - | - | - | - | -- | -- | ---- |
| 1    | Tanzanie  | 6   | 2 | 2 | 0 | 0 | 12 | 6  | +6   |
| 2    | Djiboutie | 3   | 2 | 1 | 0 | 1 | 4  | 3  | +1   |
| 3    | Somalie   | 0   | 2 | 0 | 0 | 2 | 2  | 10 | -8   |
| 4    | Rwanda    | 0   | 0 | 0 | 0 | 0 | 0  | 0  | 0    |

Le 14 novembre 2020, le Rwanda s'est retiré des qualifications après des discussions entre son ministère des Sports et le ministère de l'Éducation. Le communiqué publié disait que « Depuis une longue pause due au COVID-19, les écoles viennent de rouvrir et les étudiants ne peuvent pas manquer l'école pour la compétition. La plupart des joueurs U-20 sont des étudiants qui doivent être à l'école ».
| 22 novembre 2020 | Tanzanie                                                                | 6–1 | Djibouti  | Black Rhino Academy, Karatu                         |                                                     |
| 16:00 (UTC+3)    | Theonasy 52e · Suleiman 65e 72e 90+1e (pen.) · Hamdoun 82e · Haruna 88e |     | Kamil 14e | Arbitrage : Ring Nyier Akech Malong (Soudan du Sud) | Arbitrage : Ring Nyier Akech Malong (Soudan du Sud) |

| 24 novembre 2020 | Djibouti                   | 2–1 | Somalie | Black Rhino Academy, Karatu          |                                      |
| 16:00 (UTC+3)    | Kamil 49e (pen.) Djama 87e |     | Iman 4e | Arbitrage : Nsoro Ruzindana (Rwanda) | Arbitrage : Nsoro Ruzindana (Rwanda) |

| 26 novembre 2020 | Somalie    | 1–8 | Tanzanie                                                                           | Black Rhino Academy, Karatu                    |                                                |
| 16:00 (UTC+3)    | Muhumed 6e |     | Suleiman 4e · Starkie 15e · John 29e 34e 60e · Haruna 48e · George 65e · Jabir 87e | Arbitrage : Mohamed Elsiddig Eltreefe (Soudan) | Arbitrage : Mohamed Elsiddig Eltreefe (Soudan) |

#### Groupe B
| Rang | Équipe        | Pts | J | G | N | P | Bp | Bc | Diff |
| ---- | ------------- | --- | - | - | - | - | -- | -- | ---- |
| 1    | Ouganda       | 4   | 2 | 1 | 1 | 0 | 6  | 1  | +5   |
| 2    | Soudan Du Sud | 4   | 2 | 1 | 1 | 0 | 4  | 0  | +4   |
| 3    | Burundi       | 0   | 2 | 0 | 0 | 2 | 1  | 10 | -9   |
| 4    | Érythrée      | 0   | 0 | 0 | 0 | 0 | 0  | 0  | 0    |

Après le Rwanda, l’équipe de l’Érythrée se retire de la compétition régionale.
| 23 novembre 2020 | Soudan du Sud | 0–0 | Ouganda | Sheikh Amri Abeid, Arusha                      |                                                |
| 16:00 (UTC+3)    |               |     |         | Arbitrage : Saddam Houssein Mansour (Djibouti) | Arbitrage : Saddam Houssein Mansour (Djibouti) |

| 26 novembre 2020 | Ouganda                                                         | 6–1 | Burundi          | Sheikh Amri Abeid, Arusha                 |                                           |
| 13:00 (UTC+3)    | Bogere 43e 51e (pen.) · Yiga 45e · Mulugusi 52e 81e · Kizza 88e |     | Nkurunziza 90+2e | Arbitrage : Ahmed Hassan Hussein (Somali) | Arbitrage : Ahmed Hassan Hussein (Somali) |

| 27 novembre 2020 | Burundi | 0–4 | Soudan du Sud                                               | Sheikh Amri Abeid, Arusha         |                                   |
| 16:00 (UTC+3)    |         |     | Kundu 21e · Atari 35e · Ntunzwenimana 63e (csc) · Biajo 89e | Arbitrage : Israel Mpaima (Kenya) | Arbitrage : Israel Mpaima (Kenya) |

#### Groupe C
| Rang | Équipe   | Pts | J | G | N | P | Bp | Bc | Diff |
| ---- | -------- | --- | - | - | - | - | -- | -- | ---- |
| 1    | Kenya    | 6   | 2 | 2 | 0 | 0 | 5  | 1  | +4   |
| 2    | Éthiopie | 3   | 2 | 1 | 0 | 1 | 3  | 5  | -2   |
| 3    | Soudan   | 0   | 2 | 0 | 0 | 2 | 3  | 5  | -2   |

| 23 novembre 2020 | Éthiopie | 0–3 | Kenya                                | Sheikh Amri Abeid, Arusha           |                                     |
| 13:00 (UTC+3)    |          |     | Omalla 38e · Odede 46e · Wanyama 85e | Arbitrage : Martin Sanya (Tanzanie) | Arbitrage : Martin Sanya (Tanzanie) |

| 25 novembre 2020 | Soudan         | 2–3 | Éthiopie                   | Sheikh Amri Abeid, Arusha                |                                          |
| 16:00 (UTC+3)    | Yousif 32e 45e |     | Bayse 58e 79e · Balcha 72e | Arbitrage : Florentina Zablon (Tanzanie) | Arbitrage : Florentina Zablon (Tanzanie) |

| 27 novembre 2020 | Kenya                    | 2–1 | Soudan   | Sheikh Amri Abeid, Arusha           |                                     |
| 13:00 (UTC+3)    | Omoto 56e · Omalla 90+2e |     | Nooh 84e | Arbitrage : William Oloya (Ouganda) | Arbitrage : William Oloya (Ouganda) |

#### Meilleurs troisièmes

##### Classement
Trois équipes classées troisièmes de leur poule sont repêchées pour compléter le tableau des quarts de finale. Pour désigner les 2 meilleurs troisièmes, un classement est effectué en comparant les résultats dans le groupe respectif de chacune des équipes :
Règles de départage :
1. Plus grand nombre de points obtenus ;
2. Meilleure différence de buts ;
3. Plus grand nombre de buts marqués ;
4. Classement du fair-play (deux cartons jaunes dans le même match ou un carton rouge direct équivalent à -3 points, et un carton jaune à -1 point)

| Rang | Équipe        | Pts | J | G | N | P | Bp | Bc | Diff |
| ---- | ------------- | --- | - | - | - | - | -- | -- | ---- |
| 1    | Soudan du Sud | 4   | 2 | 1 | 1 | 0 | 4  | 0  | +4   |
| 2    | Djiboutie     | 3   | 2 | 1 | 0 | 1 | 4  | 3  | +1   |
| 3    | Éthiopie      | 3   | 2 | 1 | 0 | 1 | 3  | 5  | -2   |

     Équipe qualifiée en tant que meilleure 3e.

### Tableau final
|  | Demi-finales                                      | Demi-finales                                      | Demi-finales                                      | Demi-finales                                      |                               |         | Finale                                            | Finale                                            | Finale                                            | Finale                                            |
|  |                                                   |                                                   |                                                   |                                                   |                               |         |                                                   |                                                   |                                                   |                                                   |
|  | 30 novembre 2020, en:Black Rhino Academy, Karatu, | 30 novembre 2020, en:Black Rhino Academy, Karatu, | 30 novembre 2020, en:Black Rhino Academy, Karatu, | 30 novembre 2020, en:Black Rhino Academy, Karatu, |                               |         | 12 décembre 2020, en:Black Rhino Academy, Karatu, | 12 décembre 2020, en:Black Rhino Academy, Karatu, | 12 décembre 2020, en:Black Rhino Academy, Karatu, | 12 décembre 2020, en:Black Rhino Academy, Karatu, |
|  | Ouganda                                           | Ouganda                                           | 3                                                 | 3                                                 |                               |         | 12 décembre 2020, en:Black Rhino Academy, Karatu, | 12 décembre 2020, en:Black Rhino Academy, Karatu, | 12 décembre 2020, en:Black Rhino Academy, Karatu, | 12 décembre 2020, en:Black Rhino Academy, Karatu, |
|  | Ouganda                                           | Ouganda                                           | 3                                                 | 3                                                 |                               |         | 12 décembre 2020, en:Black Rhino Academy, Karatu, | 12 décembre 2020, en:Black Rhino Academy, Karatu, | 12 décembre 2020, en:Black Rhino Academy, Karatu, | 12 décembre 2020, en:Black Rhino Academy, Karatu, |
|  | Kenya                                             | Kenya                                             | 1                                                 | 1                                                 |                               |         | 12 décembre 2020, en:Black Rhino Academy, Karatu, | 12 décembre 2020, en:Black Rhino Academy, Karatu, | 12 décembre 2020, en:Black Rhino Academy, Karatu, | 12 décembre 2020, en:Black Rhino Academy, Karatu, |
|  | Kenya                                             | Kenya                                             | 1                                                 | 1                                                 | Ouganda                       | Ouganda | 4                                                 | 4                                                 |                                                   |                                                   |
|  | 30 novembre 2020, en:Black Rhino Academy, Karatu, |                                                   |                                                   |                                                   | Ouganda                       | Ouganda | 4                                                 | 4                                                 |                                                   |                                                   |
|  |                                                   |                                                   | Tanzanie                                          | Tanzanie                                          | 1                             | 1       |                                                   |                                                   |                                                   |                                                   |
|  | Tanzanie                                          | Tanzanie                                          | Tanzanie                                          | Tanzanie                                          | 1                             | 1       | 1                                                 | 1                                                 |                                                   |                                                   |
|  | Tanzanie                                          | Tanzanie                                          |                                                   |                                                   |                               |         |                                                   | 1                                                 |                                                   |                                                   |
|  | Soudan Du Sud                                     | Soudan Du Sud                                     | 0                                                 | 0                                                 |                               |         |                                                   |                                                   |                                                   |                                                   |
|  | Soudan Du Sud                                     | Soudan Du Sud                                     | 0                                                 | 0                                                 | Match pour la troisième place |         |                                                   |                                                   |                                                   |                                                   |
|  |                                                   |                                                   |                                                   |                                                   |                               |         |                                                   |                                                   |                                                   |                                                   |
|  | 12 décembre 2020, en:Black Rhino Academy, Karatu, |                                                   |                                                   |                                                   |                               |         |                                                   |                                                   |                                                   |                                                   |
|  | Kenya                                             | Kenya                                             | 1                                                 | 1                                                 |                               |         |                                                   |                                                   |                                                   |                                                   |
|  | Kenya                                             | Kenya                                             | 1                                                 | 1                                                 |                               |         |                                                   |                                                   |                                                   |                                                   |
|  | Soudan Du Sud                                     | Soudan Du Sud                                     | 2                                                 | 2                                                 |                               |         |                                                   |                                                   |                                                   |                                                   |
|  | Soudan Du Sud                                     | Soudan Du Sud                                     | 2                                                 | 2                                                 |                               |         |                                                   |                                                   |                                                   |                                                   |

#### Demi-finales
| 30 novembre 2020 | Ouganda                            | 3–1 | Kenya       | Black Rhino Academy, Karatu          |                                      |
| 12:00 (UTC+3)    | Semakula 22e Bogere 26e 64e (pen.) |     | Wanyama 81e | Arbitrage : Belay Tadesse (Éthiopie) | Arbitrage : Belay Tadesse (Éthiopie) |

| 30 novembre 2020 | Tanzanie   | 1–0 | Soudan du Sud | Black Rhino Academy, Karatu          |                                      |
| 15:30 (UTC+3)    | Haruna 56e |     |               | Arbitrage : Nsoro Ruzindana (Rwanda) | Arbitrage : Nsoro Ruzindana (Rwanda) |

#### 3eplace
| 2 décembre 2020 | Kenya       | 1–2 | Soudan du Sud       | Black Rhino Academy, Karatu          |                                      |
| 12:00 (UTC+3)   | Ochieng 13e |     | Biajo 3e · Elia 41e | Arbitrage : Martin Saanya (Tanzania) | Arbitrage : Martin Saanya (Tanzania) |

#### Finale
| 2 décembre 2020 | Ouganda                                                  | 4–1 | Tanzanie            | Black Rhino Academy, Karatu                   |                                               |
| 15:30 (UTC+3)   | Basangwa 12e · Sserwadda 45e · Bogere 61e · Semakula 72e |     | Suleiman 30e (pen.) | Arbitrage : Mohamed Elsiddig Eltreefe (Sudan) | Arbitrage : Mohamed Elsiddig Eltreefe (Sudan) |

## Zone COSAFA
Le COSAFA qualificatifs pour la Coupe d'Afrique des Nations U-20 devaient initialement être accueillis par Maurice, mais ont ensuite été transférés en Afrique du Sud après que Maurice se soit retiré en tant qu'hôte en raison de la réglementation COVID-19. Les matchs se sont joués à Port Elizabeth (Wolfson Stadium, Gelvandale Stade et Nelson Mandela Bay Stadium).
Toutes les heures sont locales,
 heure normale de l'Afrique du Sud, SAST (UTC+2).

### Phases de groupe
La phase de groupes s'est déroulée en 3 groupes sous forme de à la ronde, où les vainqueurs de groupe et le meilleur finaliste se sont qualifiés pour les demi-finales,.

#### Groupe A
| Rang | Équipe         | Pts | J | G | N | P | Bp | Bc | Diff |
| ---- | -------------- | --- | - | - | - | - | -- | -- | ---- |
| 1    | Mozambique     | 7   | 3 | 2 | 1 | 0 | 3  | 1  | +2   |
| 2    | Afrique du Sud | 5   | 3 | 1 | 2 | 0 | 9  | 2  | +7   |
| 3    | Zimbabwe       | 4   | 3 | 1 | 1 | 1 | 6  | 5  | +1   |
| 4    | Lesotho        | 0   | 3 | 0 | 0 | 3 | 1  | 11 | -10  |

| 3 décembre 2020 | Mozambique  | 1–0 | Lesotho | Wolfson Stadium, Port Elizabeth              |                                              |
| 12:30 (UTC+2)   | Cipriano 9e |     |         | Arbitrage : Akhona Makalima (Afrique du Sud) | Arbitrage : Akhona Makalima (Afrique du Sud) |

| 3 décembre 2020 | Afrique du Sud              | 2–2 | Zimbabwe                       | Wolfson Stadium, Port Elizabeth       |                                       |
| 15:30 (UTC+2)   | Appollis 46e · Makola 90+1e |     | Mutimbanyoka 9e · Mujokoro 75e | Arbitrage : Letticia Viana (Eswatini) | Arbitrage : Letticia Viana (Eswatini) |

| 6 décembre 2020 | Mozambique                      | 2–0 | Zimbabwe | Wolfson Stadium, Port Elizabeth       |                                       |
| 12:30 (UTC+2)   | Cipriano 58e (pen.) · Pinho 85e |     |          | Arbitrage : Ishmael Chizinga (Malawi) | Arbitrage : Ishmael Chizinga (Malawi) |

| 6 décembre 2020 | Afrique du Sud                                                             | 7–0 | Lesotho | Wolfson Stadium, Port Elizabeth         |                                         |
| 15:30 (UTC+2)   | Mohale 6e (csc) · Human 17e · Mkiva 43e 62e 86e · Appollis 46e · Myeni 90e |     |         | Arbitrage : Keabetswe Dintwa (Botswana) | Arbitrage : Keabetswe Dintwa (Botswana) |

| 8 décembre 2020 (UTC+2) | Afrique du Sud | 0–0 | Mozambique | Wolfson Stadium, Port Elizabeth       |                                       |
| 15:30                   |                |     |            | Arbitrage : Lebalang Mokete (Lesotho) | Arbitrage : Lebalang Mokete (Lesotho) |

| 8 décembre 2020 | Zimbabwe                                                        | 4–1 | Lesotho      | Gelvandale Stadium, Port Elizabeth      |                                         |
| 15:30 (UTC+2)   | Monyaka 19e (csc) · Mandinyenya 22e · Mangiza 33e · Antonio 66e |     | Lebina 45+2e | Arbitrage : Keabetswe Dintwa (Botswana) | Arbitrage : Keabetswe Dintwa (Botswana) |

#### Groupe B
| Rang | Équipe  | Pts | J | G | N | P | Bp | Bc | Diff |
| ---- | ------- | --- | - | - | - | - | -- | -- | ---- |
| 1    | Zambie  | 9   | 3 | 0 | 0 | 0 | 5  | 0  | +5   |
| 2    | Namibie | 6   | 3 | 2 | 0 | 1 | 9  | 2  | +7   |
| 3    | Malawi  | 3   | 3 | 1 | 0 | 2 | 2  | 5  | -3   |
| 4    | Comores | 0   | 3 | 0 | 0 | 3 | 0  | 4  | -4   |

| 4 décembre 2020 | Malawi         | 1–0 | Comores | Wolfson Stadium, Port Elizabeth       |                                       |
| 12:30 (UTC+2)   | Mologeni 90+4e |     |         | Arbitrage : Mathews Hamalila (Zambie) | Arbitrage : Mathews Hamalila (Zambie) |

| 4 décembre 2020 | Zambie      | 1–0 | Namibie | Wolfson Stadium, Port Elizabeth       |                                       |
| 15:30 (UTC+2)   | Mashata 62e |     |         | Arbitrage : Lebalang Mokete (Lesotho) | Arbitrage : Lebalang Mokete (Lesotho) |

| 7 décembre 2020 | Zambie                      | 2–0 | Comores | Wolfson Stadium, Port Elizabeth           |                                           |
| 12:30 (UTC+2)   | Chishimba 3e · Bulaya 45+4e |     |         | Arbitrage : Abongile Tom (Afrique du Sud) | Arbitrage : Abongile Tom (Afrique du Sud) |

| 7 décembre 2020 | Malawi     | 1–2 | Namibie                    | Wolfson Stadium, Port Elizabeth       |                                       |
| 15:30 (UTC+2)   | Nkhoma 10e |     | Jantze 14e · Kaninab 45+3e | Arbitrage : Letticia Viana (Eswatini) | Arbitrage : Letticia Viana (Eswatini) |

| 9 décembre 2020 | Zambie         | 2–0 | Malawi |                                              |                                              |
| 15:30 (UTC+2)   | Mukeya 21e 68e |     |        | Arbitrage : Akhona Makalima (Afrique du Sud) | Arbitrage : Akhona Makalima (Afrique du Sud) |

| 9 décembre 2020 | Namibie     | 1–0 | Comores | Gelvandale Stadium, Port Elizabeth    |                                       |
| 15:30 (UTC+2)   | Damaseb 77e |     |         | Arbitrage : Letticia Viana (Eswatini) | Arbitrage : Letticia Viana (Eswatini) |

#### Groupe C
| Rang | Équipe   | Pts | J | G | N | P | Bp | Bc | Diff |
| ---- | -------- | --- | - | - | - | - | -- | -- | ---- |
| 1    | Angola   | 6   | 3 | 2 | 0 | 1 | 4  | 1  | +3   |
| 2    | Eswatini | 3   | 2 | 1 | 0 | 1 | 1  | 0  | +1   |
| 3    | Botswana | 3   | 2 | 1 | 0 | 1 | 1  | 4  | -3   |

| 4 décembre 2020 | Angola | 0–1 | Eswatini   | Gelvandale Stadium, Port Elizabeth        |                                           |
| 15:30 (UTC+2)   |        |     | Ndlovu 77e | Arbitrage : Abongile Tom (Afrique du Sud) | Arbitrage : Abongile Tom (Afrique du Sud) |

| 6 décembre 2020 | Botswana | 0–4 | Angola                                       | Gelvandale Stadium, Port Elizabeth           |                                              |
| 15:30 (UTC+2)   |          |     | Zini 43e (pen.) 90+2e · Glaudilson 66e 90+4e | Arbitrage : Akhona Makalima (Afrique du Sud) | Arbitrage : Akhona Makalima (Afrique du Sud) |

| 8 décembre 2020 | Botswana   | 1–0 | Eswatini | Wolfson Stadium, Port Elizabeth       |                                       |
| 12:30 (UTC+2)   | Molefe 42e |     |          | Arbitrage : Mathews Hamalila (Zambie) | Arbitrage : Mathews Hamalila (Zambie) |

#### Meilleurs deuxièmes

##### Classement
Trois équipes classées deuxième de leur poule sont repêchées pour compléter le tableau quart de finale. Pour désigner les 2 meilleurs deuxième, un classement est effectué en comparant les résultats dans leur groupe respectif de chacune des équipes :
Règles de départage :
1. Plus grand nombre de points obtenus ;
2. Meilleure différence de buts ;
3. Plus grand nombre de buts marqués ;
4. Classement du fair-play (deux cartons jaunes dans le même match ou un carton rouge direct équivalent à -3 points, et un carton jaune à -1 point)

| Rang | Équipe         | Pts | J | G | N | P | Bp | Bc | Diff |
| ---- | -------------- | --- | - | - | - | - | -- | -- | ---- |
| 1    | Namibie        | 6   | 3 | 2 | 0 | 1 | 9  | 2  | +7   |
| 2    | Afrique du Sud | 5   | 3 | 1 | 2 | 0 | 9  | 2  | +7   |
| 2    | Eswatini       | 3   | 2 | 1 | 0 | 1 | 1  | 0  | +1   |

     Équipe qualifiée en tant que meilleure 2e.

### Tableau final
|  | Demi-finales                                  | Demi-finales                       | Demi-finales                       | Demi-finales                       |                               |         | Finale                                        | Finale                                        | Finale                                        | Finale                                        |
|  |                                               |                                    |                                    |                                    |                               |         |                                               |                                               |                                               |                                               |
|  | 11 novembre 2020, Wolfson Stadium,            | 11 novembre 2020, Wolfson Stadium, | 11 novembre 2020, Wolfson Stadium, | 11 novembre 2020, Wolfson Stadium, |                               |         | 13 décembre 2020, Nelson Mandela Bay Stadium, | 13 décembre 2020, Nelson Mandela Bay Stadium, | 13 décembre 2020, Nelson Mandela Bay Stadium, | 13 décembre 2020, Nelson Mandela Bay Stadium, |
|  | Angola                                        | Angola                             | 0                                  | 0                                  |                               |         | 13 décembre 2020, Nelson Mandela Bay Stadium, | 13 décembre 2020, Nelson Mandela Bay Stadium, | 13 décembre 2020, Nelson Mandela Bay Stadium, | 13 décembre 2020, Nelson Mandela Bay Stadium, |
|  | Angola                                        | Angola                             | 0                                  | 0                                  |                               |         | 13 décembre 2020, Nelson Mandela Bay Stadium, | 13 décembre 2020, Nelson Mandela Bay Stadium, | 13 décembre 2020, Nelson Mandela Bay Stadium, | 13 décembre 2020, Nelson Mandela Bay Stadium, |
|  | Namibie                                       | Namibie                            | 1                                  | 1                                  |                               |         | 13 décembre 2020, Nelson Mandela Bay Stadium, | 13 décembre 2020, Nelson Mandela Bay Stadium, | 13 décembre 2020, Nelson Mandela Bay Stadium, | 13 décembre 2020, Nelson Mandela Bay Stadium, |
|  | Namibie                                       | Namibie                            | 1                                  | 1                                  | Namibie                       | Namibie | 0                                             | 0                                             |                                               |                                               |
|  | 11 novembre 2020, Wolfson Stadium,            |                                    |                                    |                                    | Namibie                       | Namibie | 0                                             | 0                                             |                                               |                                               |
|  |                                               |                                    | Mozambique                         | Mozambique                         | 1                             | 1       |                                               |                                               |                                               |                                               |
|  | Mozambique                                    | Mozambique                         | Mozambique                         | Mozambique                         | 1                             | 1       | 0 (5)                                         | 0 (5)                                         |                                               |                                               |
|  | Mozambique                                    | Mozambique                         |                                    |                                    |                               |         |                                               | 0 (5)                                         |                                               |                                               |
|  | Zambie                                        | Zambie                             | 0 (4)                              | 0 (4)                              |                               |         |                                               |                                               |                                               |                                               |
|  | Zambie                                        | Zambie                             | 0 (4)                              | 0 (4)                              | Match pour la troisième place |         |                                               |                                               |                                               |                                               |
|  |                                               |                                    |                                    |                                    |                               |         |                                               |                                               |                                               |                                               |
|  | 13 décembre 2020, Nelson Mandela Bay Stadium, |                                    |                                    |                                    |                               |         |                                               |                                               |                                               |                                               |
|  | Angola                                        | Angola                             | 2                                  | 2                                  |                               |         |                                               |                                               |                                               |                                               |
|  | Angola                                        | Angola                             | 2                                  | 2                                  |                               |         |                                               |                                               |                                               |                                               |
|  | Zambie                                        | Zambie                             | 1                                  | 1                                  |                               |         |                                               |                                               |                                               |                                               |
|  | Zambie                                        | Zambie                             | 1                                  | 1                                  |                               |         |                                               |                                               |                                               |                                               |

#### Demi-finales
| 11 décembre 2020 | Angola | 0–1 | Namibie     | Wolfson Stadium, Port Elizabeth              |                                              |
| 12:00 (UTC+2)    |        |     | Damaseb 63e | Arbitrage : Akhona Makalima (Afrique du Sud) | Arbitrage : Akhona Makalima (Afrique du Sud) |

| 11 décembre 2020 | Mozambique                                   | 0–0             | Zambie                                               | Wolfson Stadium, Port Elizabeth         |                                         |
| 15:30 (UTC+2)    |                                              |                 |                                                      | Arbitrage : Keabetswe Dintwa (Botswana) | Arbitrage : Keabetswe Dintwa (Botswana) |
| 15:30 (UTC+2)    | Fumo · Novela · Martins · Dlhakama · Augusto | Tirs au but 5-4 | Mafwenta · Chishimba · M. Mumba · Chabala · P. Mumba | Arbitrage : Keabetswe Dintwa (Botswana) | Arbitrage : Keabetswe Dintwa (Botswana) |

#### 3eplace
| 13 décembre 2020 | Angola                | 2–1 | Zambie              | Nelson Mandela Bay Stadium, Port Elizabeth |                                       |
| 12:00 (UTC+2)    | Afonso 21e · Zini 37e |     | M. Mumba 57e (pen.) | Arbitrage : Letticia Viana (Eswatini)      | Arbitrage : Letticia Viana (Eswatini) |

#### Finale
| 13 décembre 2020 | Namibie | 0–1 | Mozambique  | Nelson Mandela Bay Stadium, Port Elizabeth |                                           |
| 15:00 (UTC+2)    |         |     | Augusto 31e | Arbitrage : Abongile Tom (Afrique du Sud)  | Arbitrage : Abongile Tom (Afrique du Sud) |

## Classement des buteurs
5 buts
- Abdul Hamisi Suleiman
- Ivan Bogere

3 buts
- Zini
- Kouamé Botué
- Abdourahmane Bah
- Dion Lopy
- Sinenjongo Mkiva
- Kassim Haruna
- Kelvin John

2 buts
- Glaudilson
- Charbel Gomez
- Yves Ouédraogo
- Jang Sunday
- Abdourahman Kamil
- Beyene Bayse
- Momodou Bojang
- Kajally Drammeh
- Percious Boah
- Ibrahima Bérété
- Brahima Ouattara
- Benson Omalla
- Enock Wanyama
- Simon Cipriano
- Steven Damaseb
- Samba Diallo
- Oswin Appollis
- Philip Biajo
- Abdelkarim Yousif
- Karim Dermane
- Isma Mulugusi
- Kenneth Semakula
- Jimmy Mukeya

1 but
- Mohamed Belloumi
- Benvindo Afonso
- Tefo Molefe
- Ibrahim Bancé
- Hamed Ouattara
- Alfred Nkurunziza
- John Bosco
- Saïdou Ibrahim
- Franck Mbella Etouga
- Kevin Prince Milla
- Séverin Onana
- Isaac Ngoma
- Christian Yawenendji
- Racine Louamba
- Sagesse Nzaou
- Roland Okouri
- Linda Mtanga
- Patient Mwamba
- Moktar Djama
- Pedro Obiang
- Majahesibili Ndlovu
- Biruk Balcha
- Adama Kanteh
- Habibou Mendy
- Daniel Afriyie
- Alsény Soumah
- Mohamed Lamine Soumah
- Jamir Sanha
- Evra Dje Bi Broh
- Kouadio N'Guessan
- Nicholas Ochieng
- Ronald Odede
- Fortune Omoto
- Hlomelang Lebina
- Mohamed El Khali
- Yamikani Mologeni
- Lanjesi Nkhoma
- Yoro Diaby
- Naman Keïta
- El Mehdi Maouhoub
- Oussama Targhalline
- Dércio Augusto
- Gabriel Pinho
- Junhino Jantze
- Giovanni Kaninab
- Ibrahim Litnine
- Abdoul Malik Moustapha
- Chris Nwaeze
- Mouhamed Bâ
- Libasse Gueye
- Ahmed Mandefu
- Abdul Conteh
- Abu Musa
- Aweys Iman
- Sahal Muhumed
- Rowan Human
- Mohlala Makola
- Tshepo Myeni
- Khamis Atari
- Nelson Elia
- William Kundu
- Al Gozoti Nooh
- Frank George
- Khelfin Hamdoun
- Anuar Jabir
- Ben Starkie
- Tepsi Theonasy
- Adam Ben Lamin
- Chiheb Labidi
- Richard Basangwa
- Joseph Kizza
- Steven Sserwadda
- Najib Yiga
- Derrick Bulaya
- John Chishimba
- Golden Mashata
- Muma Mumba
- Bill Antonio
- Tapiwa Mandinyenya
- Kelvin Mangiza
- Lexington Mujokoro
- Panashe Mutimbanyoka

1 buts c.s.c
- Khalil Bara (Libye)
- Japhet Ntunzwenimana (Soudan du Sud)
- Kerfala Camara (Gambie)
- Thapelo Mohale (Afrique du Sud)
- Siyabonga Monyaka (Zimbabwéens)
- Massoudi Salifou (Côte d’Ivoire)